# 杨百茀

杨百茀（1924年—2002年），男，湖北江陵人，中国中医学家，曾任湖北中医学院院长、教授，国务院学位委员会第二届学科评议组成员。

## 人生经历
他出生中医世家，幼随父习医。在建国初，担任松滋县医院中医内科主任。1957年调省中医进修学校学习，1957年结业后回湖北省中医学院从事教学。曾任中医内科、金匮教研室主任。

## 著作
他多次撰写并发布论文数十篇，先后在多种刊物上发表论文，并主编了《中医学多选题题库·内科分册》,《高等中医院校教学参考丛书·金匮要略》等书籍。